# Рудолф III фон Лихтенщайн-Мурау
Рудолф III фон Лихтенщайн-Мурау (на немски; † между 28 юни 1425 и 5 февруари 1426) е благородниик от род Лихтенщайн, господар на Лихтенщайн, Мурау в Горна Щирия.

## Произход
Той е син на Йохан I фон Лихтенщайн-Мурау († 1395) и съпругата му Анна фон Петау († сл. 1377), дъщеря на Хердеген I фон Петау († сл. 1352), маршал на Щирия, и контеса Клара де Гориция. Сестра му Анна фон Лихтенщайн-Мурау († 1418) е омъжена на 21 юли 1394 г. за граф Якоб фон Щубенберг-Капфенберг (1374 – 1435), императорски ландес-хауптман (1418 – 1419).
- Замък Лихтенщайн, Долна Австрия
- Дворец Обермурау/Мурау ок. 1830

## Фамилия
Първи брак: с Елизабет. Бракът е бездетен.
Втори брак: сл. 1418 г. с Анна фон Целкинг († 1441/1448), вдовица на Хайнрих V фон Лихтенщайн († пр. 1418), дъщеря на Албрехт фон Целкинг († 1349) и Минция фон Фолкенсторф († 1349). Бракът е бездетен.
Рудолф III има от неизвестна жена син:
- Линхарт фон Лихтенщайн († ок. 1436/1437)